# Scheibenschlagen

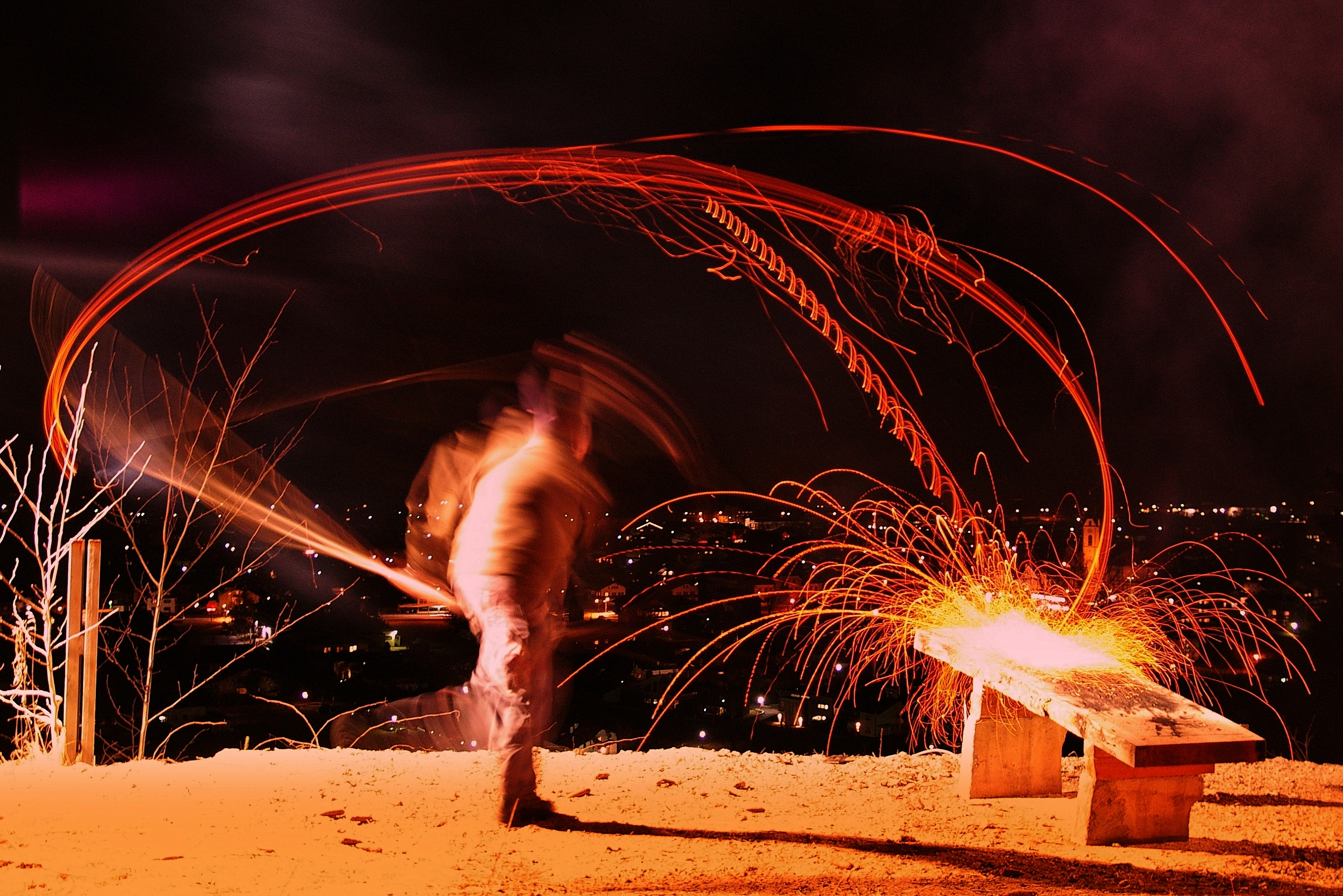
Scheibenschlagen presso Zams

Il Scheibenschlagen, ovvero il "lancio di dischi ardenti", è una tradizione (forse di antica origine pagana) ben radicata nella cultura tirolese, svizzera e bavarese, diffusa anche in altre parti dell'arco alpino (ad esempio in Carnia, col nome di Tîr des cidulis e nel canal del Ferro a Chiusaforte con il nome "Tîr da li scaletis").
Solitamente questa tradizione viene svolta la prima domenica di Quaresima, dove vengono lanciati dei dischi incendiati verso valle, con il significato di voler lanciare dentro la fortuna (maggiore sarà la distanza raggiunta dal disco, maggiore sarà anche la fortuna del lanciatore), ma anche per augurare prosperità e quindi un buon raccolto.
I dischi sono di legno, con un diametro variabile tra i 6 e 15 centimetri, con un foro al centro. Dopo avergli dato fuoco e averli infilati in un ramo di 1-2 metri di nocciolo, i giovani del posto, dopo aver recitato alcune filastrocche (per es., a Malles, Oh reim, reim, va wem weard eppar dia Scheib sein? "O rima, rima, di chi sarà mai questo disco?"), li lanciano dopo aver formato suggestive forme circolari, prima del distacco del disco arroventato.